# Forcipomyia lugubris
Forcipomyia lugubris är en tvåvingeart som först beskrevs av Zetterstedt 1855.  Forcipomyia lugubris ingår i släktet Forcipomyia och familjen svidknott. Inga underarter finns listade i Catalogue of Life.